# De Vijf
De Vijf (originele titel The Famous Five) is een populaire Britse kinderboekenreeks van Enid Blyton.
De boekenreeks gaat over vier kinderen en een hond, die samen mysteries oplossen als amateurdetectives. Blyton creëerde voor haar boeken meer soortgelijke teams van jeugddetectives zoals de Secret Seven, maar De Vijf zijn het bekendst geworden.

## Overzicht
Het eerste boek, De vijf en het gestrande goudschip, werd uitgebracht in 1942 (in Nederland in 1943). Sindsdien is de serie uitgegroeid tot een van de succesvolste Britse kinderboekenseries. Blyton schreef 21 boeken in de serie, waarvan aan het einde van 1953 al meer dan zes miljoen exemplaren verkocht waren. Zelfs tegenwoordig worden jaarlijks nog twee miljoen exemplaren verkocht. In 1995 verscheen in Groot-Brittannië de bundel Five have a puzzling time and other stories met daarin acht korte verhalen die toen pas gevonden waren. Deze bundel verscheen in 1997 onder de titel De vijf staan voor een raadsel en andere verhalen in Nederland.
Vanaf de jaren veertig worden de boeken in Nederland uitgegeven door H.J.W. Becht. Aan het begin van de 21ste eeuw werden de boeken opnieuw vertaald en gemoderniseerd. In de periode 1955-1959 verscheen een aantal verhalen in Donald Duck, met illustraties van Hans Kresse.

## Personages
De boeken gaan over de broers Julian en Dick, hun zusje Anne en hun nichtje Georgina (George). Het vijfde groepslid is de bastaardhond van George, Timmy. De kinderen zitten allemaal op een kostschool (uiteraard, gezien de tijd waarin de verhalen zich afspelen, zitten de jongens op een jongenskostschool en de meisjes op een meisjeskostschool). In de kostschool waar George en Anne op zitten zijn huisdieren toegestaan, waardoor George Timmy mee kan nemen. Als dat niet zou mogen, zou George nooit op een kostschool willen zitten. In de schoolvakanties komen ze altijd bij elkaar en beleven dan avonturen die zich vaak rondom Kirrin, de woonplaats van Georges ouders, afspelen.
JulianIs de oudste van de vijf en neemt (of krijgt) meestal de leiding. Hij probeert stoer te zijn en dat is hij ook. Hij is groot, heeft blond haar en blauwe ogen. Julian is 12 jaar oud als de serie begint.
DickHet jongere broertje van Julian. Een beetje een grappenmaker en een liefhebber van eten. Hij heeft krullend bruin haar en bruine ogen. Aan het begin van de serie is hij 11 jaar oud.
AnnieDe jongste van het gezelschap en het enige stereotype meisje. Ze houdt ervan de huishoudelijke taken op zich te nemen als de vijf op stap zijn. Ze heeft blond haar en blauwe ogen. Aan het begin van de serie is Anne 10 jaar oud.
GeorgeVindt het erg jammer dat ze een meisje is en was liever een jongen geweest. Daarom gedraagt ze zich alsof ze een jongen is, knipt haar haar kort, kleedt zich als een jongen en laat zich George noemen, terwijl ze eigenlijk Georgina heet. Ze wordt snel boos. Dat heeft ze van haar vader. Ze heeft krullend bruin haar en helderblauwe ogen. In de eerste boeken is ze 11 jaar oud, net zo oud als Dick, een jaar jonger dan Julian en een jaar ouder dan Anne.
TimmyDe hond van George: een lieve, slimme, dappere en trouwe bastaardhond. Er is een tijd geweest dat de vader en moeder van George Timmy niet meer in huis wilden hebben. In die tijd bracht George Timmy onder bij de vissersjongen Alf en ging haar zakgeld op aan eten en drinken voor Timmy. Hij vindt het leuk om op konijnen te jagen.
Oom QuentinEen bijzonder personage is de vader van George, over het algemeen Oom Quentin genoemd. Hij is een stereotiepe verstrooide professor: hij brengt de hele dag door in zijn studeerkamer, luistert maar half naar gesprekken, wordt snel boos, net als George, en is altijd papieren kwijt. In de gehele boekenreeks is hij slechts drie keer op vakantie geweest, en dat alleen omdat Tante Fanny, zijn vrouw, er graag eens op uit wilde.
Tante FannyDe moeder van George. Zij is dol op haar neven Julian en Dick en haar nicht Anne en heeft ze graag in huis. Ze staat altijd Oom Quentin terzijde met raad en daad.
JoannaDe hulp in huis bij Oom Quentin en Tante Fanny. Ze wordt door Julian, Dick, Anne en George op handen gedragen omdat ze zo heerlijk kan koken. Soms wordt ze in de Nederlandse boeken ook Joan of Johanna genoemd.

## Titels op volgorde van Nederlandse editie
| 1.  | De Vijf en het gestrande goudschip                | Five on a treasure island                   | 1942 |
| 2.  | De Vijf en de geheime doorgang                    | Five go adventuring again                   | 1943 |
| 3.  | De Vijf gaan er vandoor                           | Five run away together                      | 1944 |
| 4.  | De Vijf op de smokkelaarsrots                     | Five go to smuggler's top                   | 1945 |
| 5.  | De Vijf in een kampeerwagen                       | Five go off in a caravan                    | 1946 |
| 6.  | De Vijf weer op Kirrin-eiland                     | Five on Kirrin island again                 | 1947 |
| 7.  | De Vijf en de spooktrein                          | Five go off to camp                         | 1948 |
| 8.  | De Vijf in de knel                                | Five get into trouble                       | 1949 |
| 9.  | De Vijf op avontuur                               | Five fall into adventure                    | 1950 |
| 10. | De Vijf op trektocht                              | Five on a hike together                     | 1951 |
| 11. | De Vijf en het geheim van de zigeuners            | Five go to Mystery moor                     | 1954 |
| 12. | De Vijf en het geheimzinnige spoor                | Five on a secret trail                      | 1956 |
| 13. | De Vijf en de verdwenen piloot                    | Five go to Billicock hill                   | 1957 |
| 14. | De Vijf en de schat in de bergen                  | Five get into a fix                         | 1957 |
| 15. | De Vijf als detectives                            | Five have a plenty of fun                   | 1955 |
| 16. | De Vijf en de verdwenen geleerden                 | Five have a wonderful time                  | 1952 |
| 17. | De Vijf en de schat van de strandjutter           | Five go to demon's rocks                    | 1959 |
| 18. | De Vijf op de oude boerderij                      | Five on Finniston Farm                      | 1958 |
| 19. | De Vijf en het geheim van de oude toren           | Five go down to the sea                     | 1953 |
| 20. | De Vijf en de schat op het Fluistereiland         | Five have a mystery to solve                | 1960 |
| 21. | De Vijf en het circusmysterie                     | Five are together again                     | 1961 |
| 22. | De Vijf staan voor een raadsel en andere verhalen | Five have a puzzling time and other stories | 1995 |

## Claude Voilier
Claude Voilier heeft 24 vervolgboeken geschreven die vanwege de rode omslag ook wel de rode De Vijf-boeken worden genoemd. Ook worden in deze boeken enkele verhaalfragmenten afgebeeld in stripformaat. De boeken wijken qua stijl sterk af van die van Enid Blyton. 
1. De Vijf en het smaragden halssnoer
2. De Vijf en het spionagemysterie
3. De Vijf en het raadsel van de oude schatkist
4. De Vijf en de kasteeldieven
5. De Vijf op de duivelsrotsen
6. De Vijf en de luchtpiraten
7. De Vijf en de verdwenen filmsterren
8. De Vijf en de verborgen stad
9. De Vijf en het sprekende beeld
10. De Vijf en het zwarte masker
11. De Vijf en de schat op de zeebodem
12. De Vijf en de parelsmokkelaars
13. De Vijf en de geheimzinnige straal
14. De Vijf en de schat van Bellafinny
15. De Vijf en de raadselachtige Turk
16. De Vijf en het vreemde testament

Deel 17 t/m 24 zijn niet in het Nederlands verschenen.

## Geisterbände
In het Duits verschenen in de serie Geisterbände van uitgeverij Bertelsmann twee De Vijf-titels: Fünf Freunde auf der verbotenen Insel (1977) en Fünf Freunde und der blaue Diamant (1979). Hoewel Enid Blyton op de kaft van de boeken als auteur vermeld staat, is zij dat waarschijnlijk niet. Vermoed wordt dat de verhalen zijn geschreven door Brigitte Blobel, die in de boeken als vertaler genoemd wordt en zelf ook jeugdliteratuur schrijft. De schrijfstijl van de boeken komt overeen met die van Blyton. Vanwege een auteursrechtengeschil zijn beide boeken slechts eenmaal uitgegeven en nooit vertaald.

## Bewerkingen
De boekenserie is meerdere malen bewerkt voor radio, film en televisie.
- Twee van de boeken zijn verfilmd door de Deense filmmaker Katrine Hedman. Ze heten De 5 og spionerne (1969) en De 5 i fedtefadet (1970).
- De 21 originele verhalen van de Vijf zijn in de jaren 70 omgezet tot hoorspellen voor de Duitse radio.
- In 1978 is er een televisieserie verschenen in het Verenigd Koninkrijk, geproduceerd door Southern Television en uitgezonden door ITV. De serie bestaat uit 26 afleveringen van dertig minuten. Op drie na werden alle boeken in de serie verwerkt. In 1996 werd een tweede serie uitgezonden. Deze was geproduceerd door een aantal samenwerkende bedrijven. In deze serie zijn alle boeken opgenomen.
- Tussen 1982 en 1986 verscheen in Frankrijk een reeks van zes stripboeken gebaseerd op de boekenreeks. Deze werden getekend door Bernard Dufossé en geschreven door Serge Rosenzweig en Rafael Carlo Marcello. In 1982 en 1984 zijn  een viertal delen hiervan ook in het Nederlands uitgebracht.[2]
- In 1990 verscheen het computerspel The Famous Five: Five on a Treasure Island.
- In 1997 verscheen een musical gebaseerd op de boeken.
- In 2008 verscheen de animatieserie De Vijf. Hierin staan de kinderen van de originele vijf centraal en het verhaal is geactualiseerd naar de vroege 21e eeuw.
- In het Duits zijn verschillende verhalen onder regie van Mike Marzuk verfilmd als Fünf Freunde. De eerste film verscheen in 2012, de tweede (eenvoudig Fünf Freunde 2 geheten) in 2013, Fünf Freunde 3 verscheen in 2014, in 2015 volgde Fünf Freunde 4 en in 2018 Fünf Freunde 5.
- Vanaf 2017 tekent  Béja op scenario van Nataël enkele verhalen van De Vijf. Vanaf 2022 worden deze strips ook in het Nederlands uitgegeven.[3]

## Parodieën
- De komiekengroep The Comic Strip maakte in 1982 de film Five Go Mad in Dorset, waarin onder anderen Adrian Edmondson, Jennifer Saunders en Dawn French een avontuur op vakantie in Dorset beleven en daarbij als buitengewoon snobistisch en conservatief worden voorgesteld.
- Schrijver en uitgever Bruno Vincent verzon de reeks Enid Blyton for Grown-Ups, waarvan het eerste deel in 2016 verscheen. Hierin beleven de vijf vrienden avonturen die normaliter met volwassenen geassocieerd worden, zoals het volgen van een glutenvrij dieet, het verwerven van vastgoed of het opgeven van alcohol. Twee boeken gaan over de belevenissen van de vijf op Brexit Island.